# ويليام شيبرد (لاعب كريكت)
ويليام شيبرد (9 أغسطس 1840 - 27 مايو 1919) (بالإنجليزية: William Shepherd)‏ هو لاعب كريكت بريطاني.